# کوئل مالیک
کوئل مالیک (به انگلیسی: Koel Mallick) (زاده ۲۸ آوریل ۱۹۸۲) بازیگر هندی است.
از کارهای معروف او می‌توان به بازی در فیلم آرونداتی و من عاشقی کرده‌ام اشاره کرد.